# Margherita Fumero

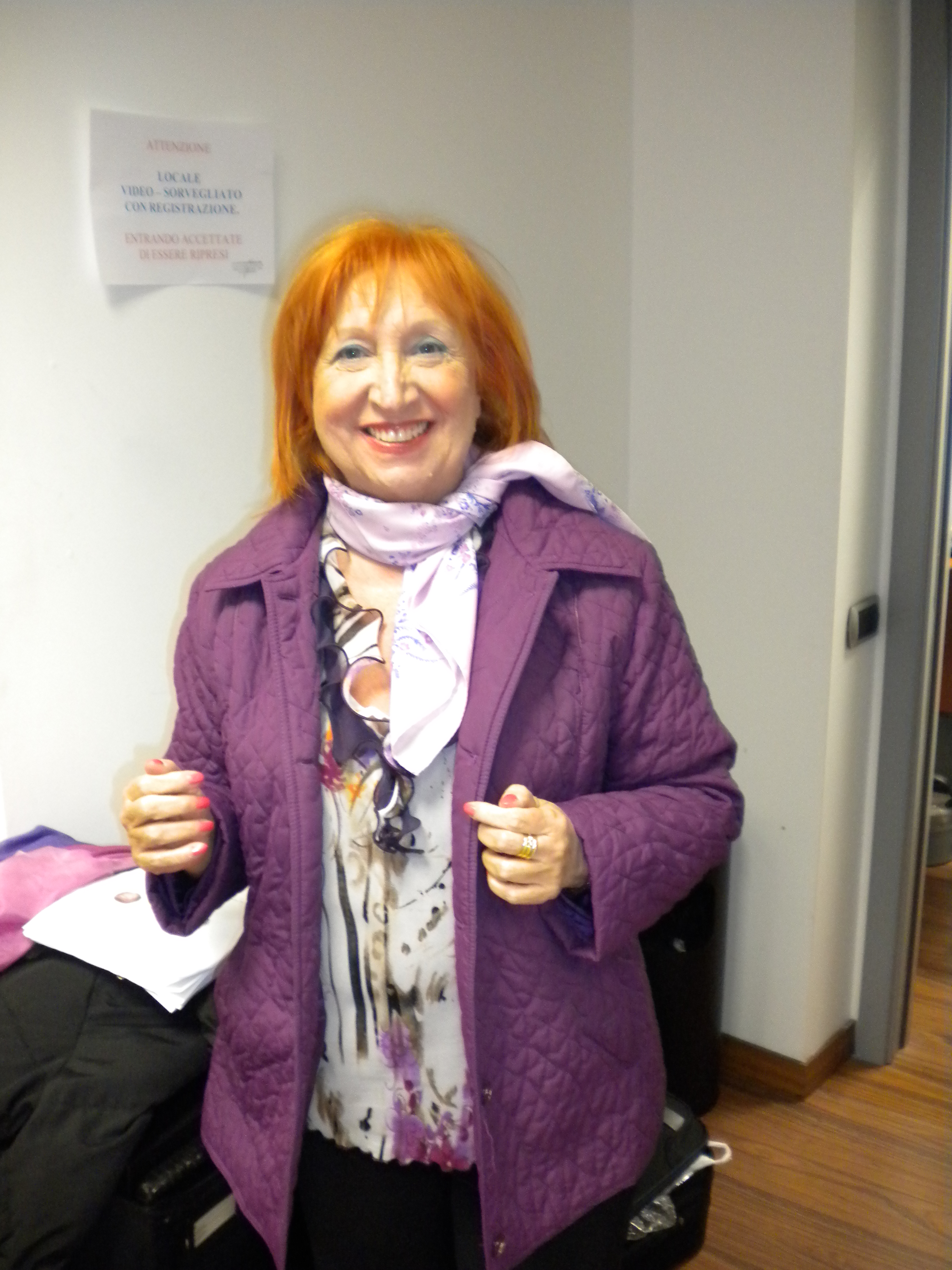
Margherita Fumero, 2010

Margherita Fumero (* 16. Oktober 1947 in Racconigi) ist eine italienische Schauspielerin.

## Leben
Fumero wurde nach Anfängen auf der Bühne am „Teatro Stabile di Genova“ von Erminio Macario entdeckt und debütierte im Film neben ihm in Mario Amendolas Komödie Due sul pianerottolo 1976. Es folgten wenige Filme, immer unter der Regie von Bruno Corbucci, in denen sie die unsterblich in den Protagonisten verliebte Schreckschraube „Maria Sole“ neben Tomás Milián (und einmal Bud Spencer) verkörperte. Große Popularität erlangte sie als bösartige Frau eines unter der Fuchtel stehenden Enrico Beruschi  (ebenfalls eine Idee von Corbucci) in der beliebten Fernsehsendung Drive In sowie in Formaten mit ihrem Entdecker. Das Fernsehen blieb – neben einigen Bühnenerfahrungen – ihr liebstes Betätigungsfeld. Die Serie Classe di ferro (wieder von Bruno Corbucci), eine Verfilmung von I quattro moschettieri 1991, die Musikfestival-Parodie Festival di Sanscemo, 1996 La sai l'ultima? und 2003 die Sitcom Camera Café boten Fumero Gelegenheit, ihre Rollenvariabilität auszuprobieren. 2011 spielte sie eine Hauptrolle in der Sitcom Io e Margherita: 2014 präsentierte sie auf dem Fernsehsender Alice Tv die Sendung Cucina e Nobiltà.

## Filmografie (Auswahl)
- 1978: Der Superbulle jagt den Paten (Squadra antimafia)
- 1979: Ein Superbulle gegen Amerika (Squadra antigangsters)
- 1983: Bud, der Ganovenschreck (Cane e gatto)
- 1983: Don Camillo und das Schlitzohr (Il diavolo e l'acquasanta)